# Diego Vera
Diego Daniel Vera Méndez (ur. 5 stycznia 1985 w Montevideo) – piłkarz urugwajski grający na pozycji środkowego napastnika. Jest prawonożny.
Karierę rozpoczynał w mieście Montevideo, gdzie się urodził, w lokalnym klubie Bella Vista. Przez większą część swojej profesjonalnej kariery, plątał się od klubu do klubu w tym właśnie mieście. W 2007 roku trafił do Club Nacional de Football, w 2009 do Defensoru Sporting. Następnie w tym samym roku wrócił do Nacionalu, skąd w sezonie 2010/2011 trafił do kolejnego klubu z Montevideo - Liverpoolu. Po sezonie po raz pierwszy opuścił kluby z Montevideo. Trafił aż do Chin, gdzie grał w Chinese Super League w barwach Hengyuan Shanghai Shenxin. Wystąpił tam w 11 meczach (strzelił 3 bramki), po czym znalazł się w kolumbijskim Deportivo Pereira. Również tam nie zagrzał długo miejsca, bowiem powrócił do Urugwaju, do Liverpoolu Montevideo. Od sezonu 2015/2016 reprezentuje barwy Independiente.